# Лётна
«Лётна» (иногда — «Летучая», пол. Lotna) — польский художественный фильм 1959 года режиссёра Анджея Вайды. Поставлен на студии «Кадр» (Польша).

## Сюжет
Западная Польша. Сентябрь 1939 года, начало Второй мировой войны. Эскадрон последнего Уланского полка под командованием ротмистра Ходакевича (Пихельский) выбирает для постоя старую дворянскую усадьбу. Старик-хозяин дарит офицеру красивую арабскую лошадь по имени Лётна, в ознаменование будущих побед. Все уланы в отряде мечтают хотя бы раз пойти в атаку на Лётне. Это действительно удаётся многим, так как каждый новый владелец лошади погибает: её яркий светлый окрас и стать привлекает к седоку особое внимание врага.
При очередном рейде, обеспечивая отход мирных беженцев, конное подразделение в ходе неравного боя с танками вермахта полностью разгромлено.

## В ролях
- Ежи Пихельский — ротмистр Ходакевич
- Адам Павликовский — поручик Водницкий
- Ежи Моес — подхорунжий Грабовский
- Мечислав Лоза — вахмистр Лотось
- Божена Куровская — Эва
- Казимера Утрата — хозяйка
- Ирена Малькевич — графиня
- Хенрик Хунко — улан
- Тадеуш Сомоги — улан
- Мариан Лонч — капрал
- Веслав Голас — солдат
- Людвик Пак — скрипач
- Роман Полански — музыкант

## Критика
В аннотации к фильму, демонстрировавшемуся в рамках ретроспективы творчества Анджея Вайды на кинофестивале «Era New Horizons» в Познане, критики отметили, что: «самое примечательное в этом фильме Вайды — его визуальный ряд, который часто обвиняли в китче и дешёвом символизме. После премьеры почти все рецензии были разгромными. C другой стороны, эта преувеличенная эстетика раскрывает этот „неудавшийся шедевр“ с полной мощью и позволяет новым поколениям зрителей переосмыслить его».
Один из киноклубов Франции публикует очень точную оценку фильма:

«Лётна» никоим образом не исторический фильм, но скорее более романтическая мечта с высоким символическим содержанием. Рассматривая её с этой точки зрения, работа Вайды принимает другие значения и, в конечном счете, выявляет отличие двух разных миров: один — польского народа, который воплощает романтический идеал типичный для XIX века, другой — нацистской многотонный грузовик, с танками и современными технологиями, сметающий всё на своем пути. Это история разрушения древнего мира новым порядком, который навязывает себя силой.— aLire.com

## Дополнительная информация
Прямая атака польской кавалерии на танки не более чем романтический образ, художественный символ. Такое нападение было бы чистым самоубийством, и ни один здравомыслящий командир не отдал бы подобного приказа, хотя нечто подобное было описано в газетах тех лет. Миф о реальности этой истории вышел в первые недели войны из-под пера итальянского военного корреспондента. Затем он был обогащён подробностями немецкой пропагандой, стремившейся дискредитировать противника, умаляя его военный потенциал.
Польские же историки так описывают действительно произошедшие события:

Ранним утром 1 сентября генерал Гейнц Гудериан начал атаку на польские войска в городе Тухоля Куявско-Поморского воеводства. Поляки сумели остановить врага в начале дня, но позже немецкие войска одержали верх. Два эскадрона улан 18-го Уланского полка совершили фланговый обход позиций противника. В начале вечера они встретили немецкий пехотный батальон в поле вне оборонительных сооружений, и бросились в атаку. Уланы были в нескольких сотнях метров и застали противника врасплох, но вдруг на поле боя появились несколько немецких бронемашин, оснащенных 20-мм пушкой. Польская сторона понесла значительные потери.
Другие источники несколько иначе комментируют события: 

Генерал Гейнц Гудериан в своём докладе писал, что «…нам удалось полностью окружить противника на нашем фронте в лесистой местности к северу от Швец и к западу от Грауденц. Польская Поморская кавалерийская бригада, находясь в неведении о мощи наших танков, напала на них с саблями и пиками и понесла огромные потери». Этот инцидент не отличался от других случаев, когда польская кавалерия пыталась прорваться сквозь окружение немецких войск, создавая войскам Гудериана впечатление, что поляки атаковали танки, а не бросались между ними.— Polish American Journal